# Östlig sånghök
Östlig sånghök (Melierax poliopterus) är en afrikansk fågel i familjen hökar inom ordningen hökfåglar.

## Utseende
Arten har ett distinkt utseende som är svårt att blanda ihop med andra arter än mörk sånghök, vilken den enklast kan särskiljas från genom de tydligt vita undre stjärttäckarna och den gula näbbroten. Andra viktiga igenkänningstecken, som arten delar med sin släkting, är de långa orange-röda benen samt de tydliga strimmorna över buken. Hanar och honor har liknande teckning, men honor är oftast något större.

## Utbredning och systematik
Fågeln förekommer från sydöstra Etiopien och Somalia till östra Uganda och norra Tanzania. Den behandlas som monotypisk, det vill säga att den inte delas in i några underarter.

## Status och hot
Arten har ett stort utbredningsområde och en stor population med stabil utveckling och som inte tros vara utsatt för något substantiellt hot. Utifrån dessa kriterier kategoriserar internationella naturvårdsunionen IUCN arten som livskraftig (LC).

## Bilder

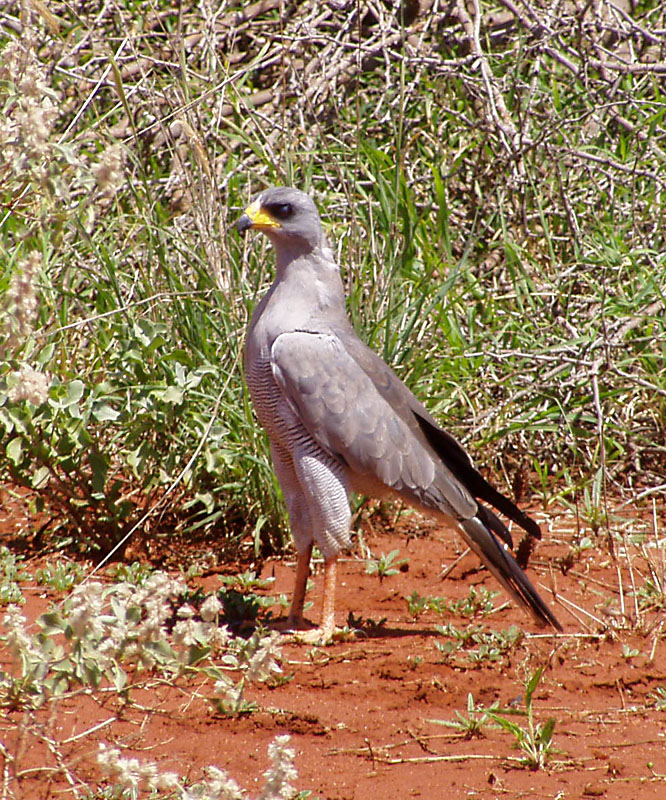
Östlig sånghök i Tsavo West nationalpark, Kenya.
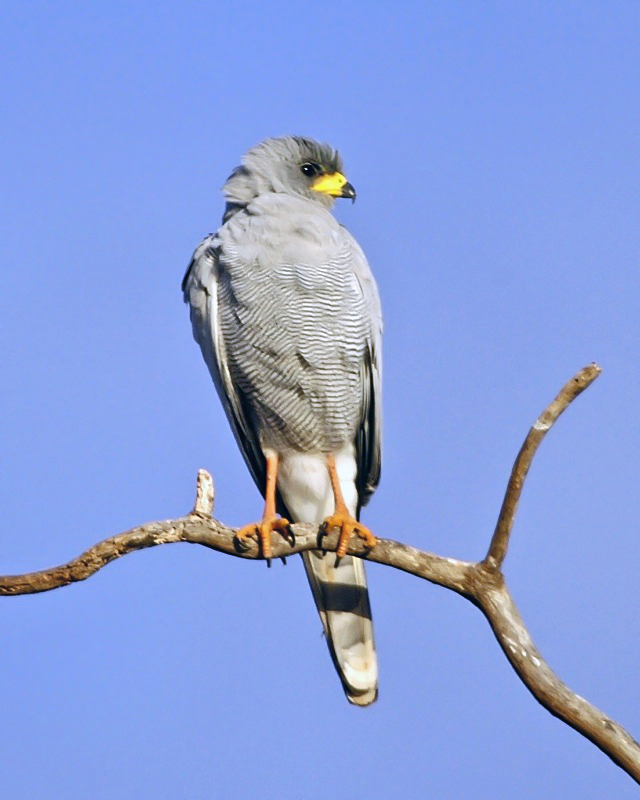
Exemplar i Tsavo East nationalpark, Kenya.
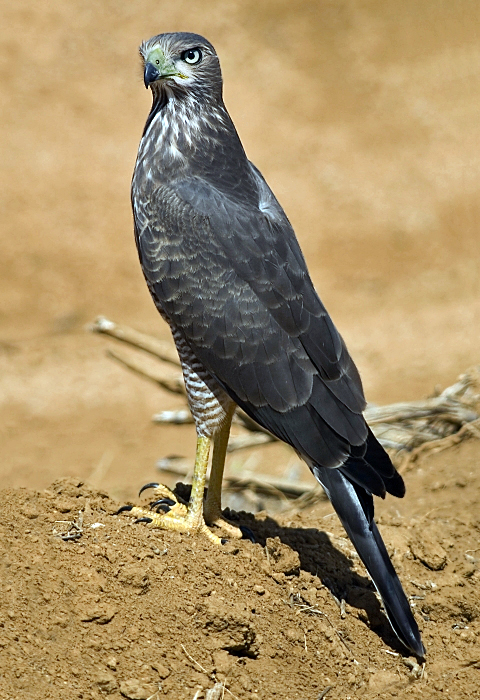
En ungfågel i Amboseli nationalpark, Kenya.